# Trościaniec (obwód wołyński)
Trościaniec (daw. Trostieniec, także: Trościanice, ukr. Тростянець) – wieś na Ukrainie w rejonie łuckim obwodu wołyńskiego. 843 mieszkańców (w 2001 roku).

## Historia
Do roku 1918 w guberni wołyńskiej Imperium Rosyjskiego. Do 17 września 1939 roku miejscowość była siedzibą polskiej gminy Trościaniec, w powiecie łuckim, woj. wołyńskim. W roku 1929 wieś liczyła 846 mieszkańców. Po wrześniu 1939 pod okupacją ZSRR, a od czerwca 1941 pod okupacją Niemiec hitlerowskich. 
Wieś położona ok. 10 km na północ od Przebraża, 45 km na północny wschód od Łucka. Teren podmokły, urozmaicony licznymi torfowiskami, od północy otoczony Błotami Łoszcziny, a od wschodu Błotami Wargany. Na zachód od wsi przepływa rzeka Konopielka (Konopla). Do gminy Trościaniec należały wsie Czołnica, Kiwerce, Klimentówka, Łyczki, Niezwir, Ostrów, Sikirycze i Sławatycze. Do września 1939 roku sąd pokoju w Kiwercach, sąd okręgowy w Łucku. We wsi znajdowała się szkoła rolnicza, tartak, młyn i cegielnia. 
W sierpniu 1942 roku Żydzi mieszkający w Trościańcu zostali wymordowani przez policjantów ukraińskich.
W 1943 roku w Trościaniec stanowił silną bazę UPA. Oddziały polskie z Przebraża dwukrotnie atakowały miejscowość. 12 lipca 1943 rozbito szkołę podoficerską UPA a na przełomie lipca-sierpnia zdobyto leki i środki opatrunkowe w tutejszej aptece.
Do lipca 1943 wierni obrządku rzymskokatolickiego należeli do parafii pw. świętej Zofii i Matki Boskiej Dobrej Rady w 
Zofiówce.
Do 2020 w rejonie kiwereckim. 

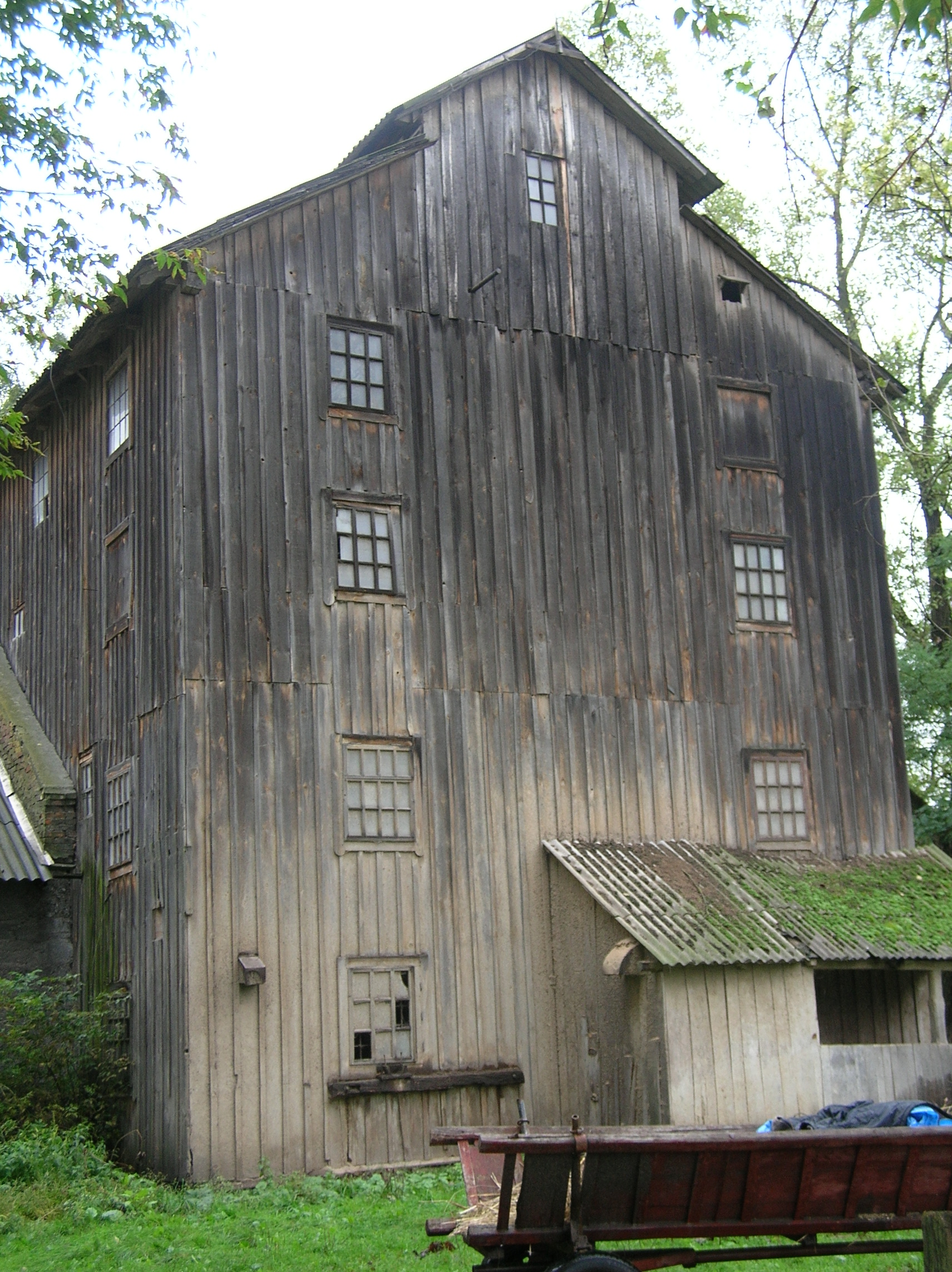
Młyn sprzed 1939 w Trościańcu
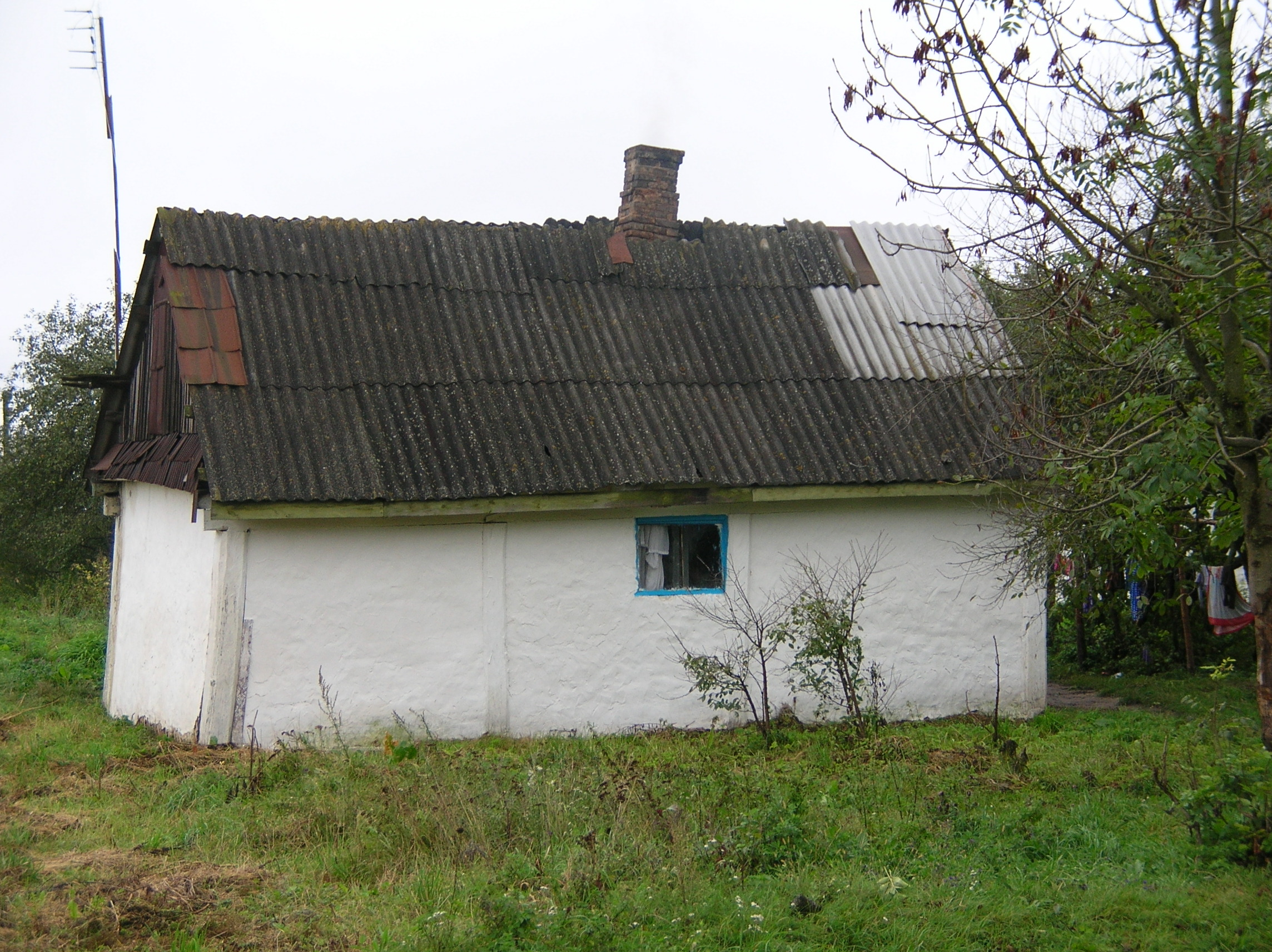
Chata w Trościańcu
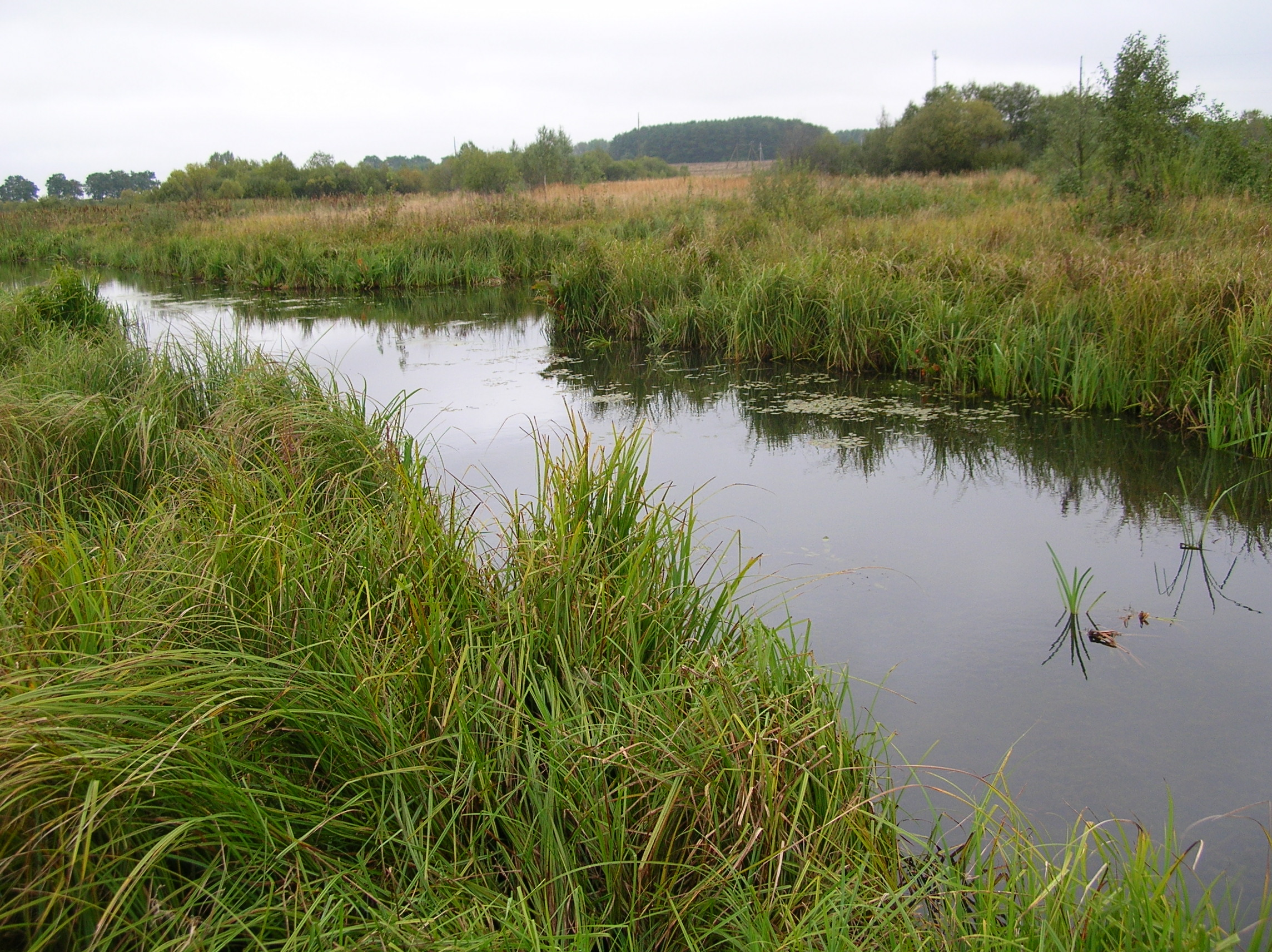
Rzeczka Lubka we wschodnim krańcu Trościańca